# Gun Johansson (textilkonstnär)
Gunborg Maria (Gun) Johansson, född 25 september 1935 i Hillared, är en svensk textilkonstnär. 
Johansson studerade vid Slöjdföreningens skola i Göteborg samt vid Högre konstindustriella skolan i Stockholm. Bland hennes offentliga arbeten märks utsmyckningar för SAS Globetrotter Hotel i Luleå, K4 i Arvidsjaur och Kyrkans hus i Luleå. Hon tilldelades LKAB:s Kulturstipendium 1986. Hennes konst består av vävnader där hon använder sig av det norrländska landskapets färg och mystik. Johansson är representerad vid Nationalmuseum, Norrbottens museum och i Statens samlingar.